# Schronisko pod Durbaszką
Schronisko pod Durbaszką (właściwie MDK Górski Ośrodek Szkolno-Wypoczynkowy im. Władysława Pilińskiego „Pucka”) – górskie schronisko turystyczne położone w Małych Pieninach, na północnym stoku Durbaszki, na wysokości 850 m n.p.m. 

## Historia
Budynek powstał w latach 1949–1952 jako wzorcowa bacówka do wypasu owiec. Ostatecznie nie został on jednak wykorzystany do celów hodowlanych, a w 1973 z inicjatywy grupy instruktorów Związku Harcerstwa Polskiego przejął go Wydział Oświaty Miasta Krakowa, celem stworzenia bazy turystycznej dla młodzieży. W latach 70. i 80. XX wieku w budynku przeprowadzono szereg prac remontowych i adaptacyjnych. Obecnie pod względem organizacyjnym obiekt stanowi filię Młodzieżowego Domu Kultury „Dom Harcerza” w Krakowie.

## Opis schroniska
Obiekt posiada 86 miejsc noclegowych oraz prowadzi wyżywienie dla gości pobytowych.

## Szlaki turystyczne
Do schroniska dojść można nieznakowaną drogą dojazdową od szosy Szczawnica – Jaworki (odbiega ona od tej szosy tuż przed parkingiem przy Wąwozie Homole). Można też zejść do schroniska w dół od biegnącego głównym grzbietem Małych Pienin niebieskiego szlaku turystycznego z Szafranówki.

## Galeria

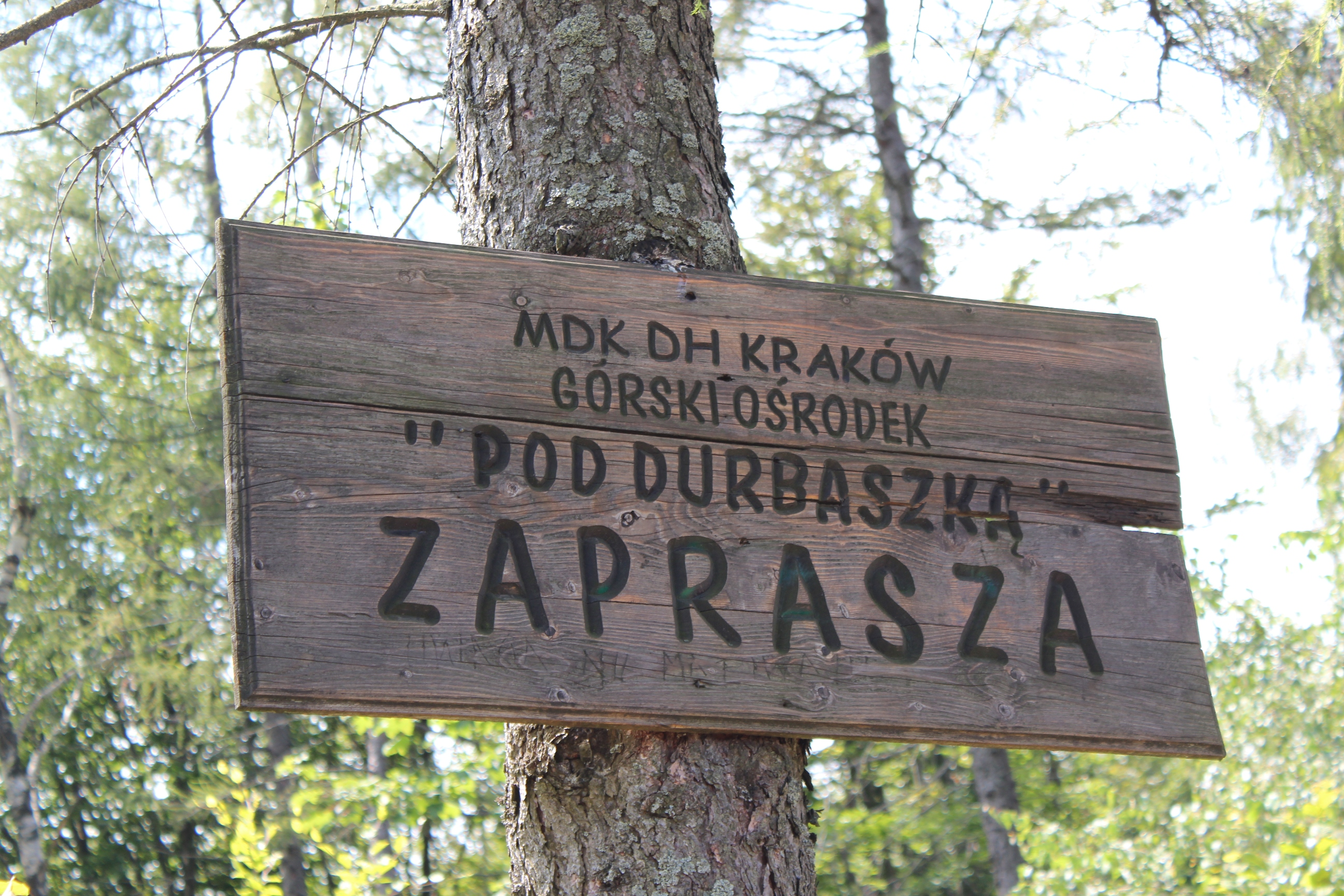
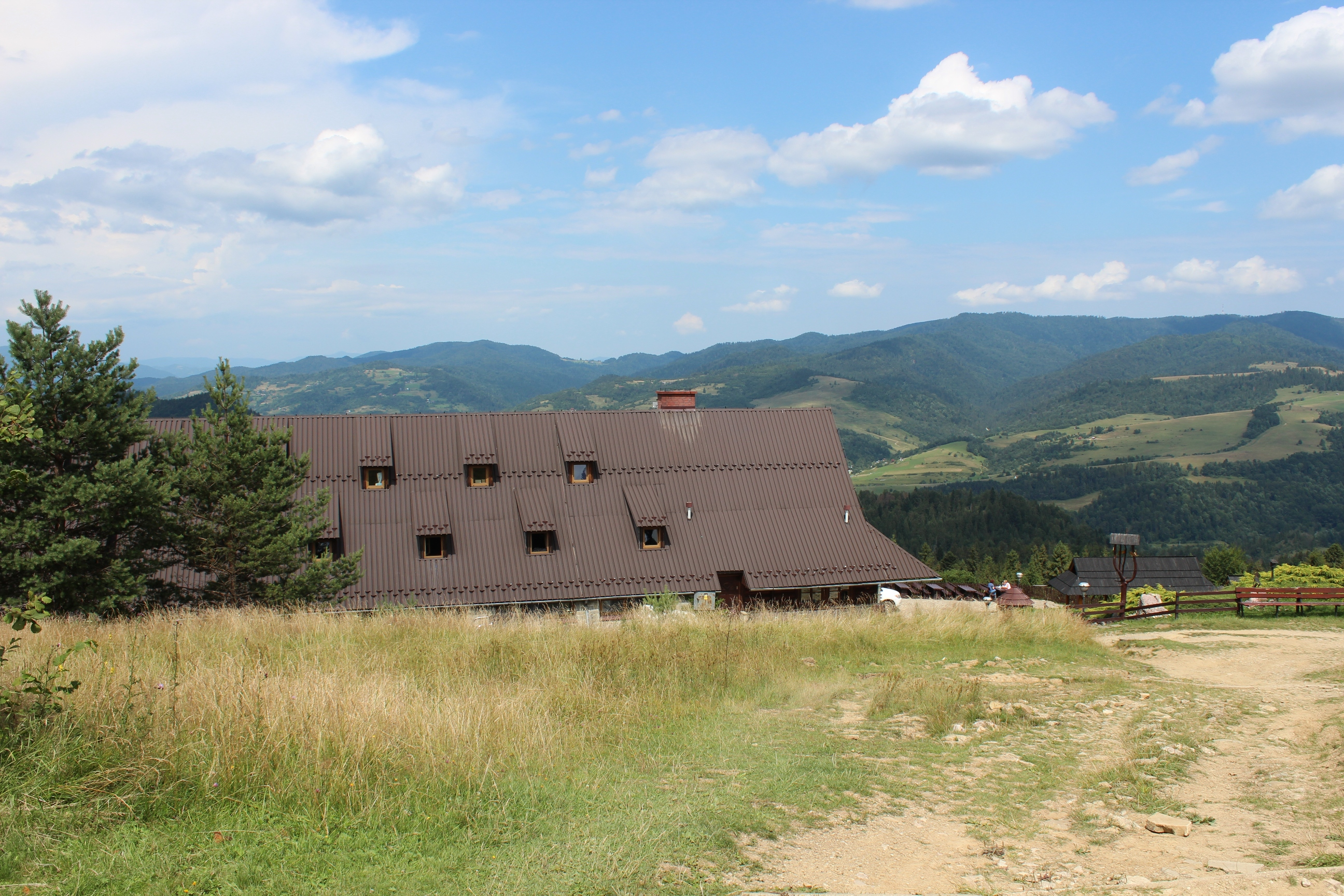
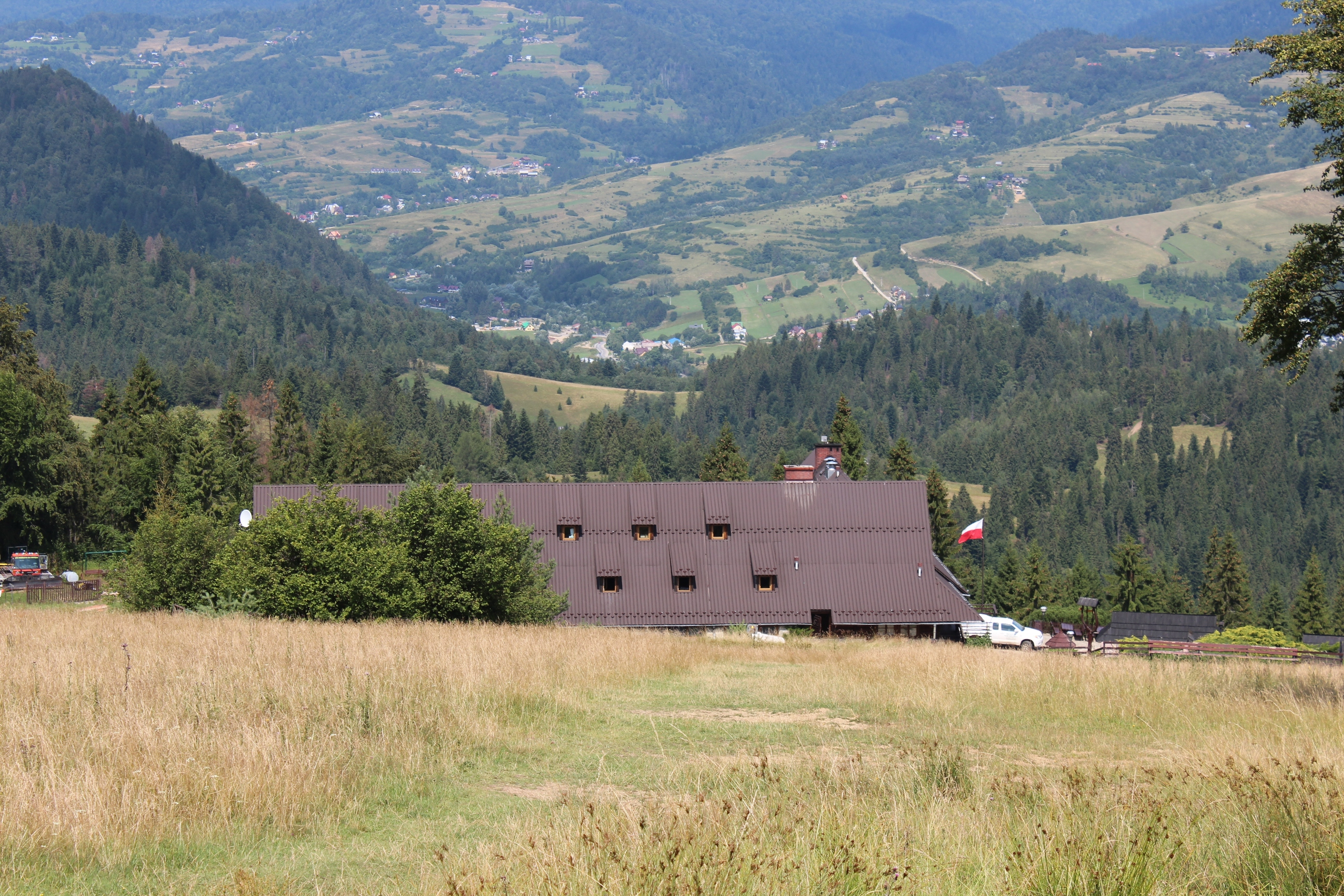
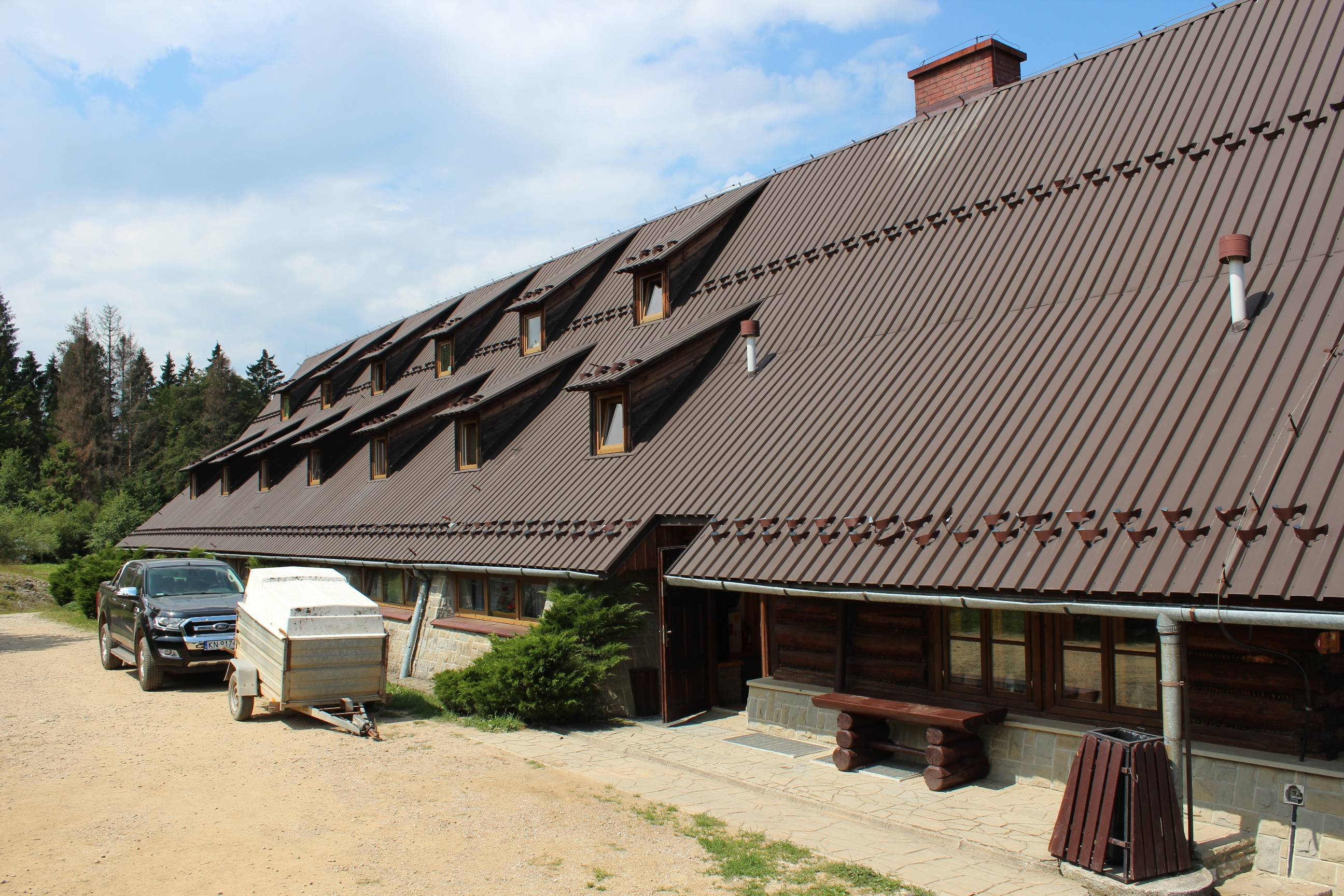
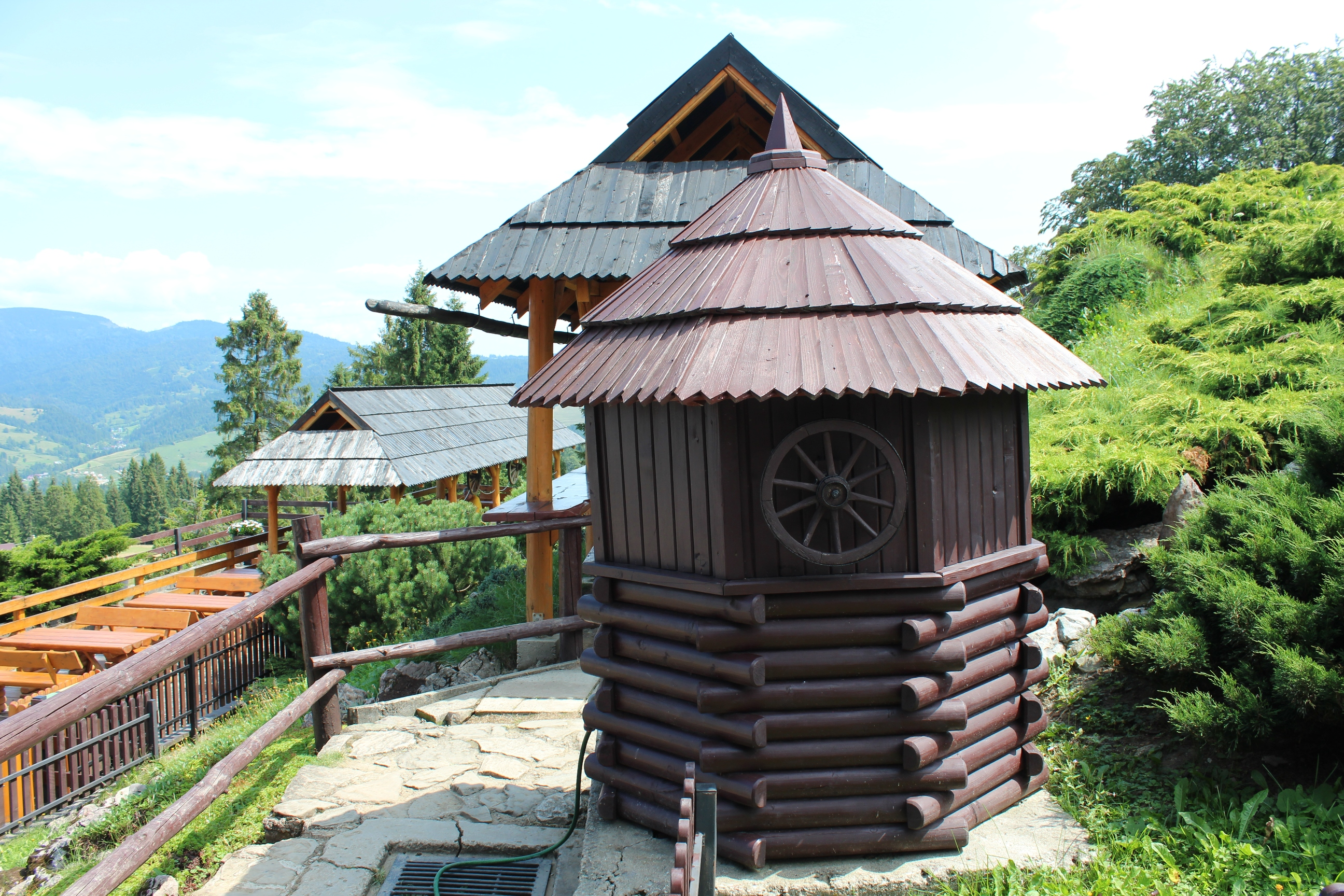
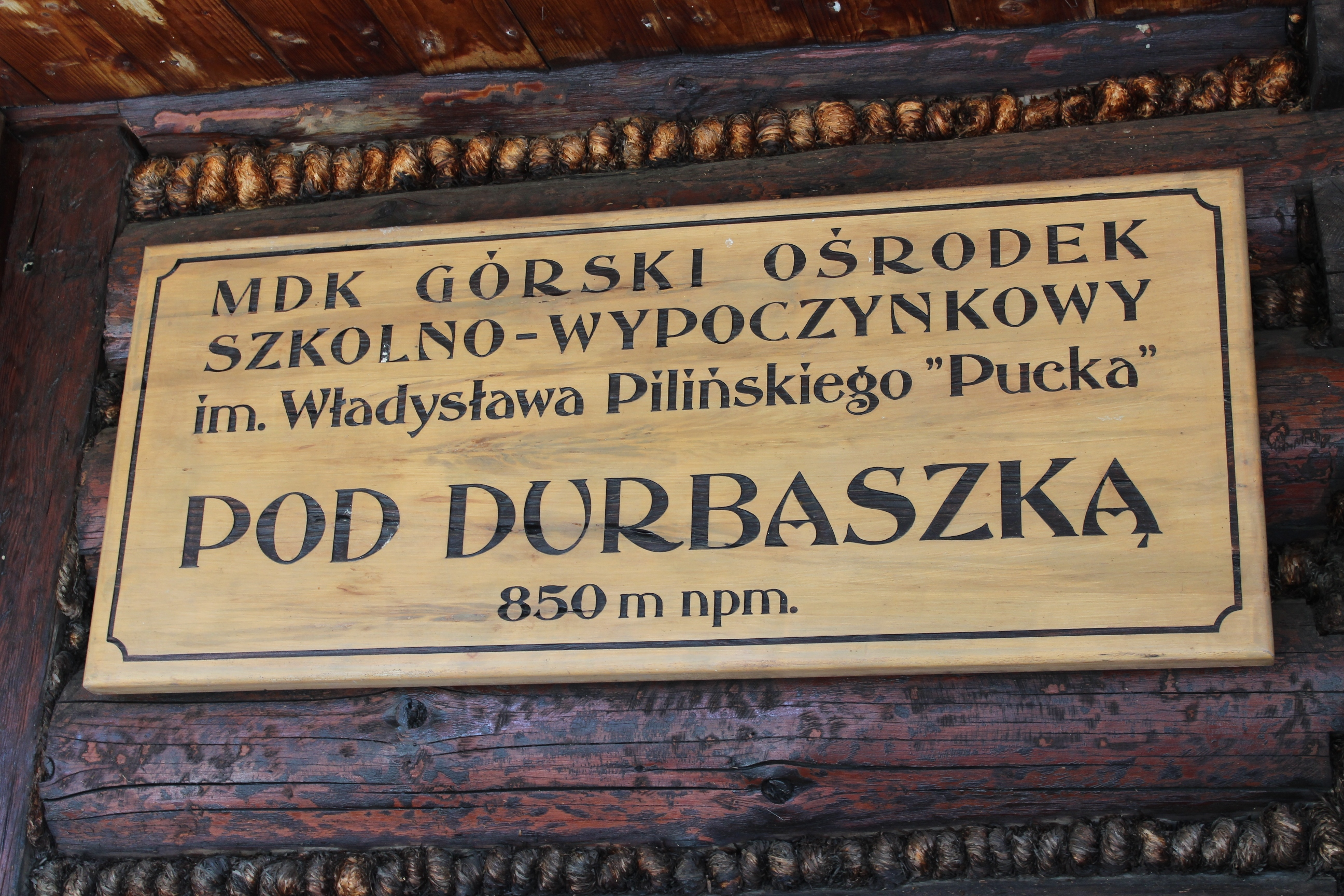
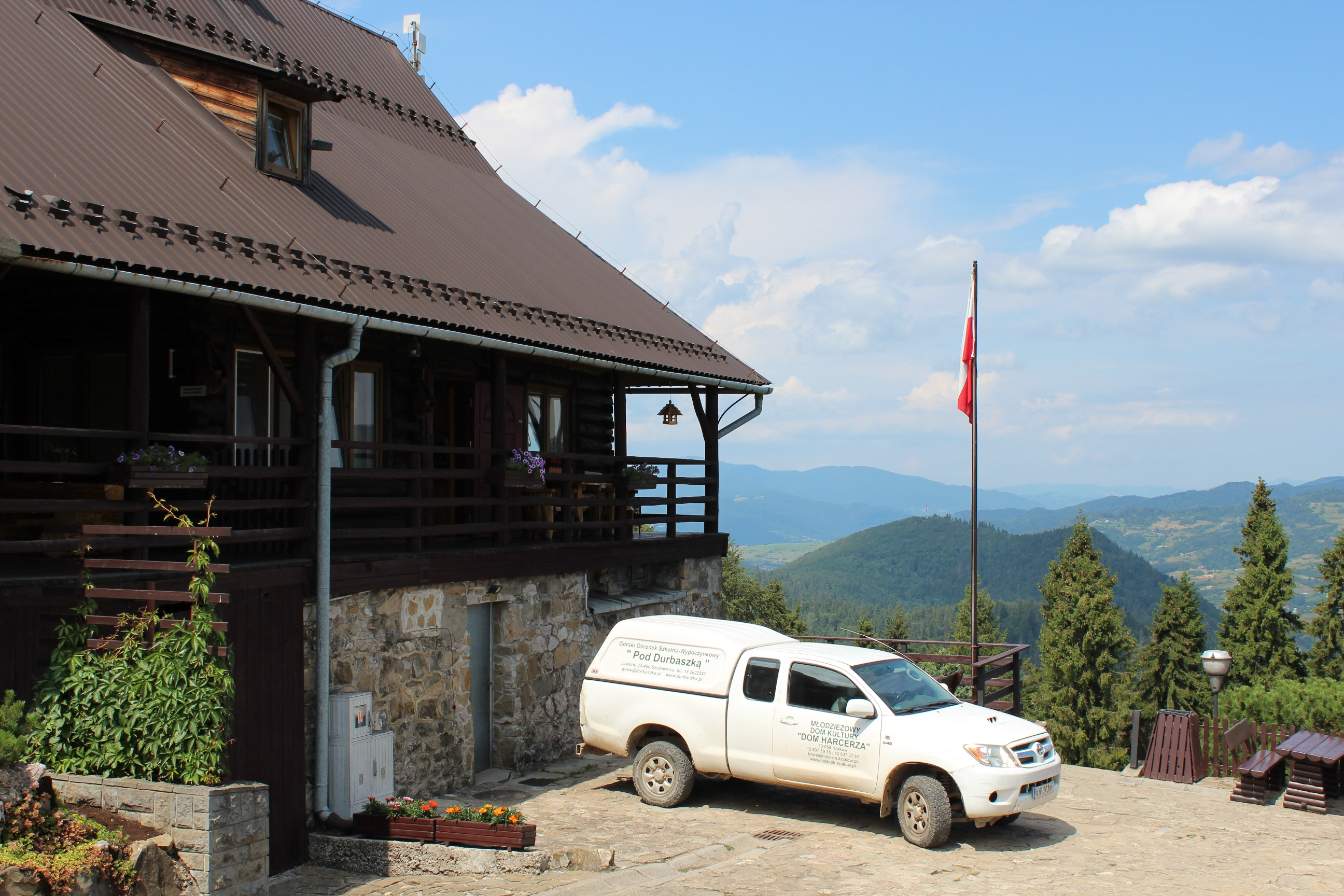
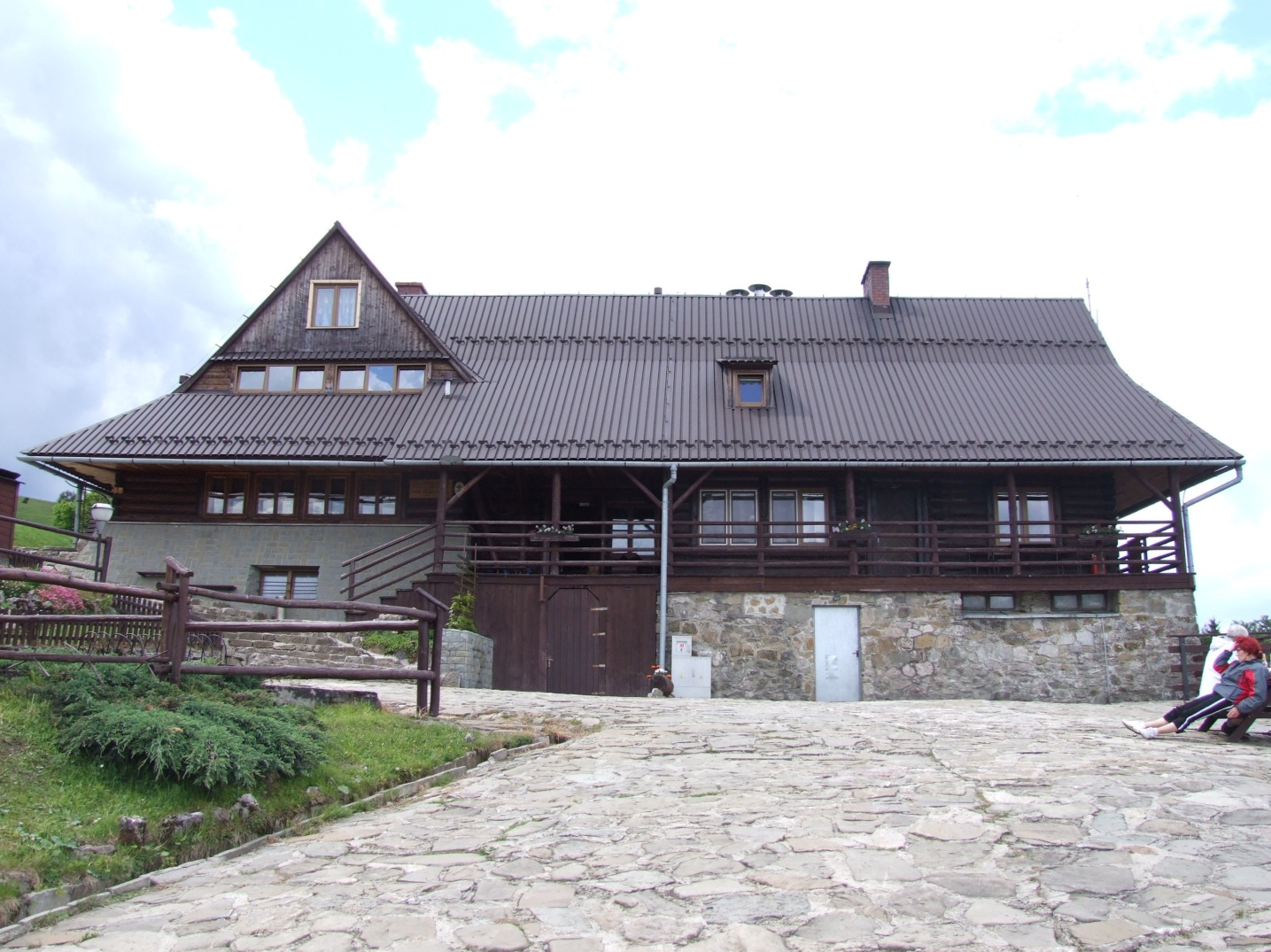